# クロム親和性細胞

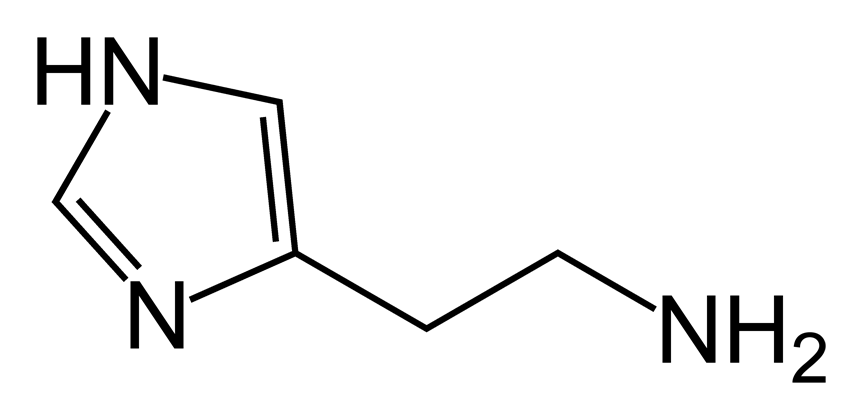
ヒスタミン

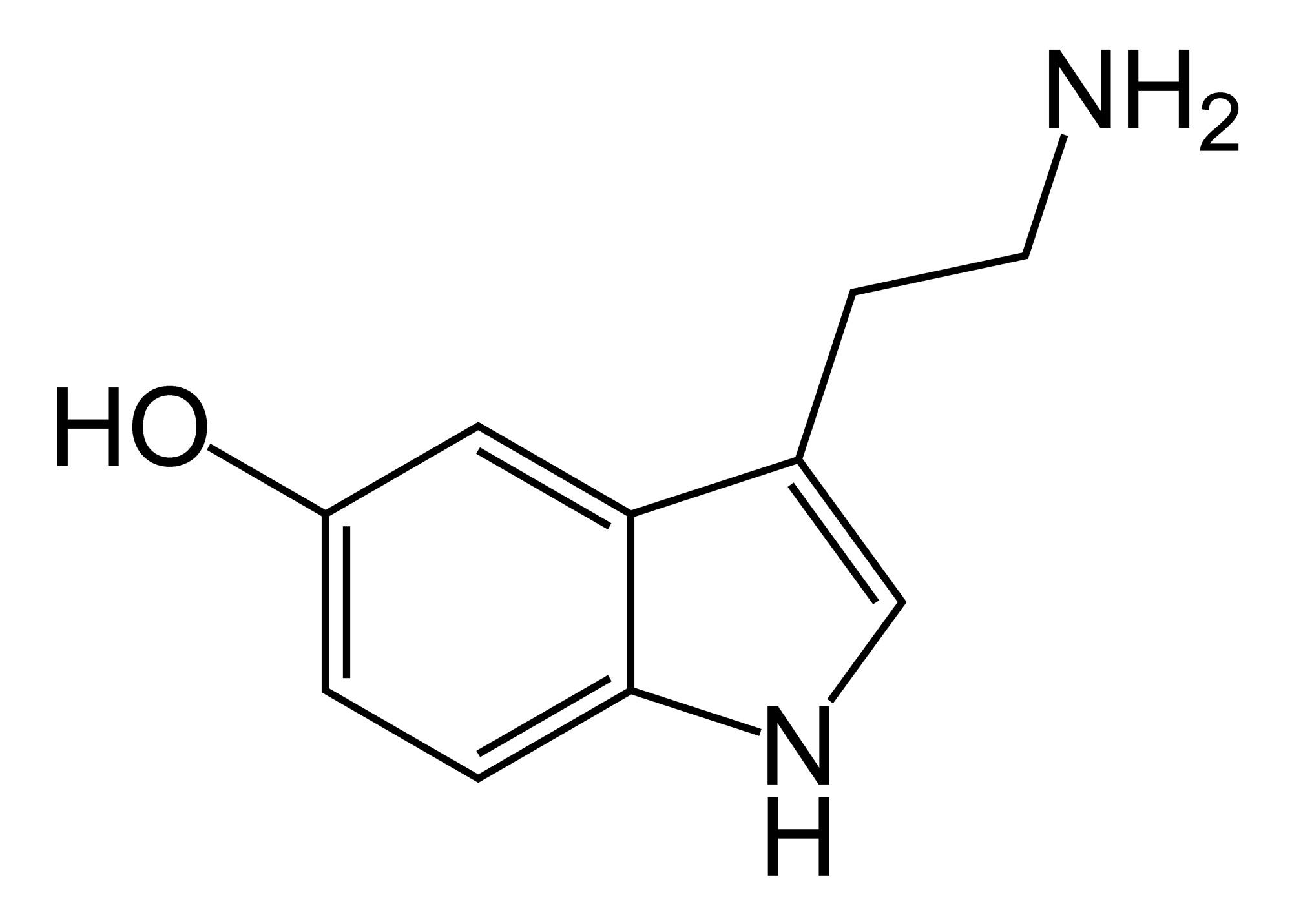
セロトニン

クロム親和性細胞（クロムしんわせいさいぼう、英: Chromaffin Cells）は、内分泌細胞の一種であり、細胞内に分泌小胞であるクロム親和性顆粒(クロマフィン顆粒、英:Chromaffin Granule)を含み、副腎髄質に存在する。組織切片が重クロム酸カリウム(二クロム酸カリウム、K2Cr2O7)により褐色調に染色される。顆粒内にはカテコールアミンやエンケファリンなどの物質が貯蔵される。クロム親和性細胞は副腎髄質の他に膀胱や前立腺等の組織にも存在する。
一方、胃腸においても同様の染色像を示す細胞群が見られ、これらはそれぞれ腸クロム親和性細胞（英: Enterochromaffin Cells、EC細胞）及び腸クロム親和性細胞様細胞（英: Enterochromaffin-like Cells、ECL細胞）と呼ばれる。EC細胞は胃腸におけるオータコイドであるセロトニンの産生に関与している。またECL細胞は顆粒内にセロトニンは含有せずヒスタミンを貯蔵し、胃酸の分泌に関与している。

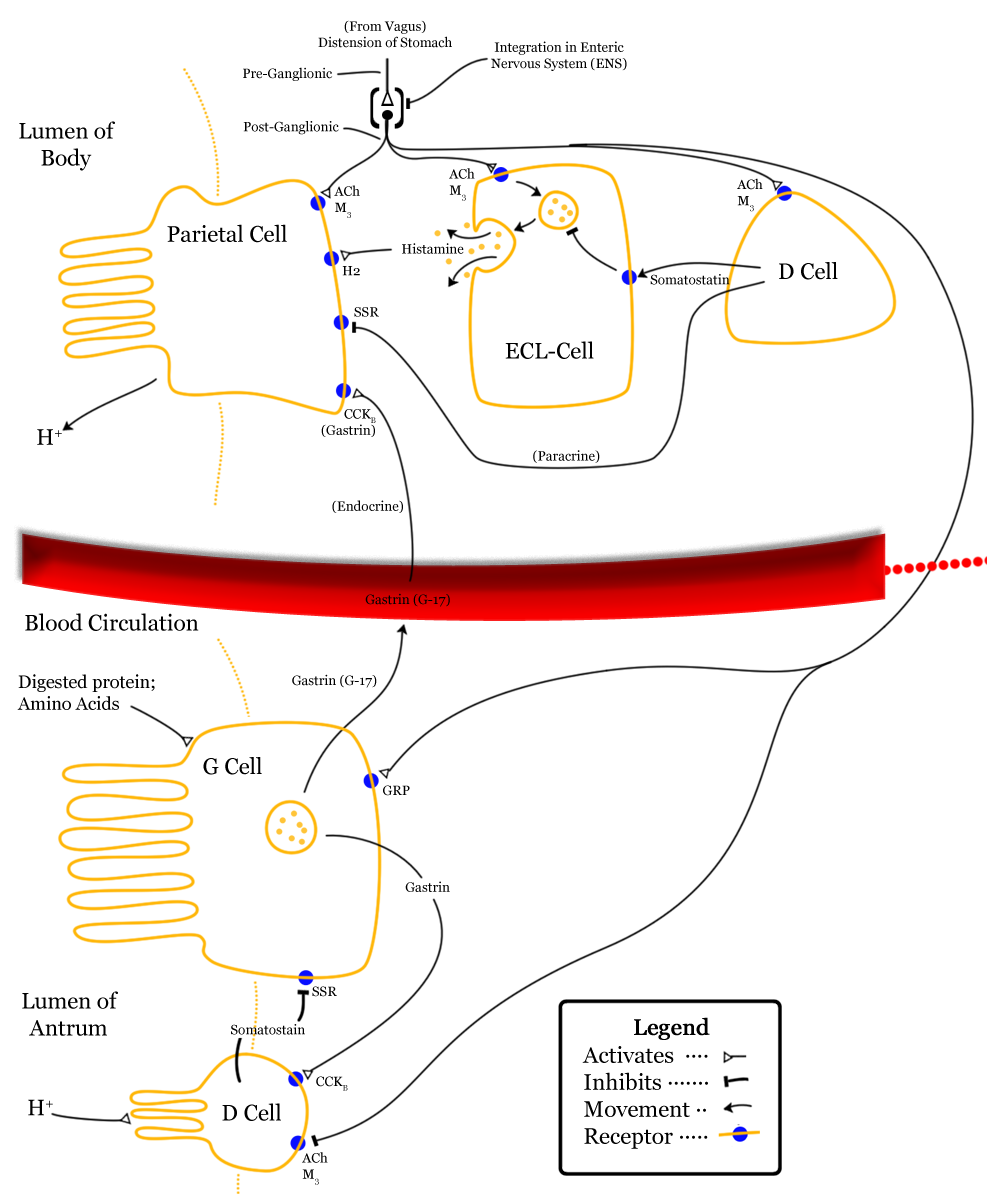
胃酸分泌のコントロール。

## 機能

### 副腎髄質
副腎髄質のクロム親和性細胞は軸索を失い分泌細胞となった交感神経の節後神経細胞である。交感神経の節前線維の支配を受け、顆粒内に含有する神経伝達物質アドレナリンを放出する。副腎皮質によって産生されるグルココルチコイドによって神経細胞内におけるアドレナリンの生合成は抑制される。

### 胃
胃のECL細胞は胃粘膜表面積の1～3%を占める。アセチルコリン及び胃幽門部上皮に存在するG細胞により分泌されたガストリンの刺激によりヒスタミンを分泌する。ヒスタミンは胃酸分泌において最も重要な因子であると考えられており、ECL細胞の細胞質に存在するヒスチジン脱炭酸酵素(英:Histidine Decarboxylase、HDC)によって産生される。ヒスタミンの分泌小胞への蓄積は2型小胞モノアミン輸送体(英:Vesicular Monoamine Transporter Subtype 2、VMAT2)を介したH+-ヒスタミンの対向輸送により行われ、その駆動力となるのがV型ATPアーゼによって作られるH+濃度勾配である。ヒスタミンが壁細胞上の2型ヒスタミン受容体(H2受容体)に結合することにより、胃酸の分泌を引き起こされる。

### 腸
腸の細胞はセロトニンの産生源のひとつであるとされており、生体内のセロトニン総産生量のうち90%を占める。過敏性腸症候群の患者においてはセロトニンの産生等の機構に異常が見られることが明らかになっている。

## クロム親和性細胞腫
クロム親和性細胞に悪性腫瘍が発生するとアドレナリン及びノルアドレナリンなどのカテコールアミン産生能を持つ褐色細胞腫と呼ばれるものになる。褐色細胞腫の形成によりカテコールアミン産生量が増大し、二次的に高血圧が引き起こされる。